# Fotopapier

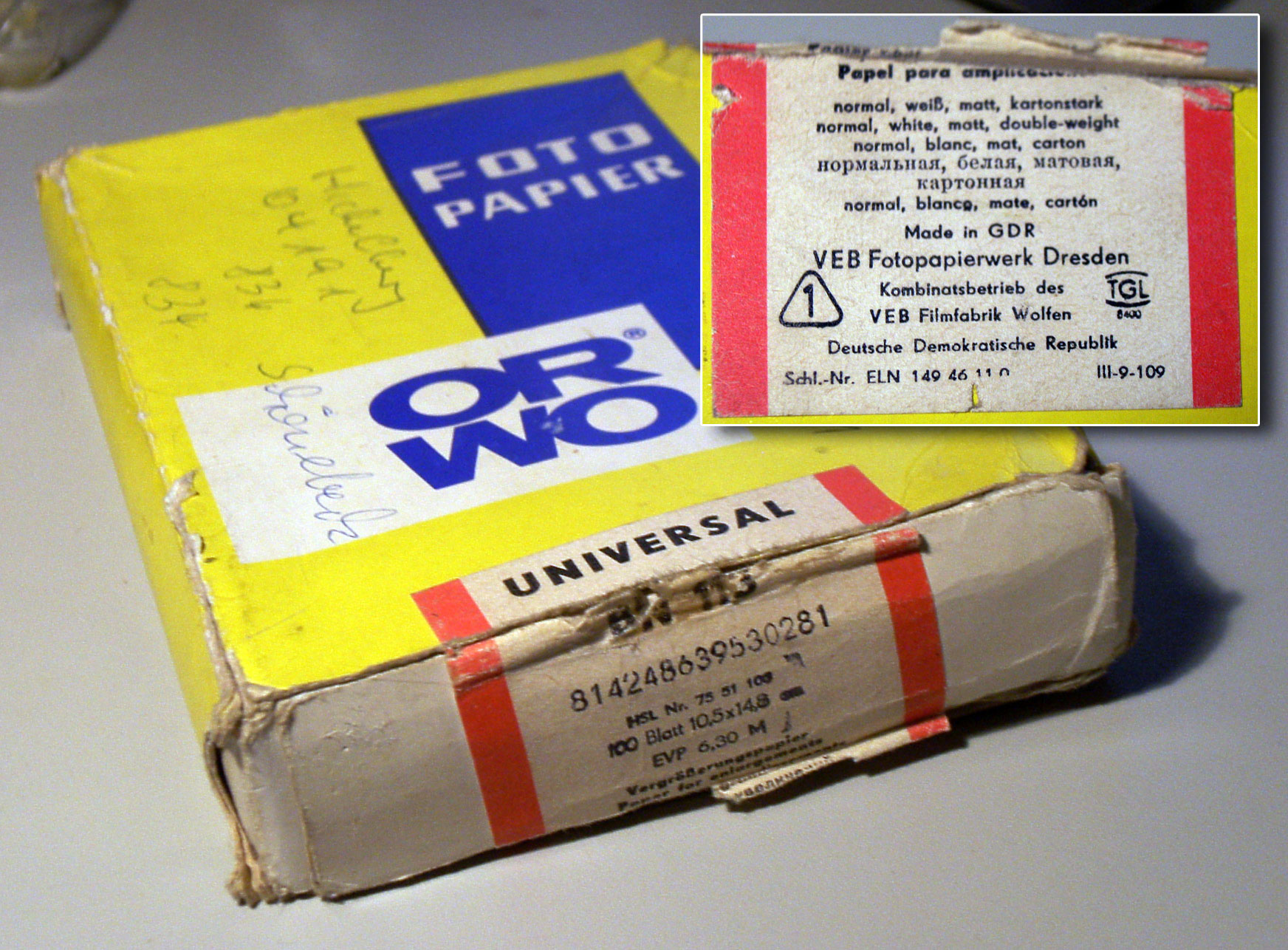
Eine alte Packung Fotopapier der Marke ORWO

Fotopapier oder Photopapier (kurz für fotografisches Papier) im klassischen Sinne ist ein lichtempfindlich beschichtetes Material, die Unterlage besteht zumeist aus Papier, zur Herstellung von schwarzweißen oder farbigen Aufsichtsbildern auf optisch-fotochemischem Wege.
Tintenstrahldrucker und Laserdrucker können mit Hilfe von speziellem Kunstdruckpapier Ausdrucke in fotoähnlicher Qualität liefern. Diese Spezialpapiere für fotografische Zwecke werden ebenfalls als Fotopapier bezeichnet, in diesem Artikel aber nicht behandelt.

## Klassisches Fotopapier für schwarzweiße Bilder

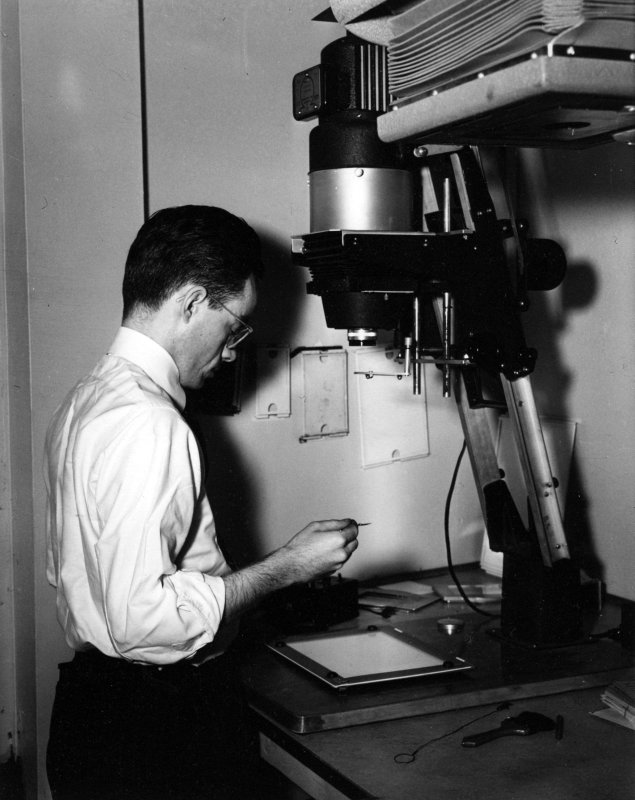
Vergrößerer zur Belichtung von Fotopapier

Schwarzweiß-Fotopapier wird in verschiedenen Gradationen oder Härtestufen hergestellt, typischerweise gibt es
Papiere mit Gradationen von 0 (weich) bis 5 (hart).
Gradationswandel-Papier ist Fotopapier mit wandelbarem Kontrastverhalten. Je nach Farbe, mit der belichtet wird, kann eine weichere oder härtere Gradation erreicht werden.
Gradationswandel-Papiere sind zweischichtig aufgebaut. Die eine Schicht, die eine harte Gradation besitzt, ist nur für blaues Licht empfindlich. Die zweite Schicht, die eine weichere Gradation besitzt, ist nur für grünes Licht empfindlich. Durch Anpassung der entsprechenden Lichtanteile mit einem sogenannten Gradationswandel-Filter (entweder eingefärbte Kunststofffolien oder durch Einstellung einer bestimmten Lichtfarbe im Farbvergrößerer) überwiegt entweder die Belichtung in der hart arbeitenden oder jene in der weich arbeitenden Schicht. Dadurch lassen sich alle Gradationen zwischen 0 und 4 oder 0 und 5 erzeugen.

## Sorten von Fotopapieren

### Barytpapier
1866 entwickelten Martinez-Sanchez und J. Laurent in Madrid das barytierte Papier als Unterlage für lichtempfindliche Emulsionen.
Das klassische Fotopapier für ein schwarzweißes Bild besteht aus einem hochwertigen Rohpapier, welches aus Zellulose, versetzt mit Bindemitteln und Füllstoffen besteht. Soll ein weißes Fotopapier entstehen, gibt man dem Zellulosebrei optische Aufheller dazu. Für den Papierton Chamois und Elfenbein werden Farbstoffe dazugemengt. Vor dem Aufbringen der fotografischen Schicht muss die Oberfläche des Rohpapiers geglättet werden. Dazu dient eine weiße Schicht aus einer Suspension aus Gelatine und Bariumsulfat (auch Baryt genannt). Die Barytschicht stoppt das Einsinken der fotografischen Emulsion in den Papierfilz und ist gleichzeitig eine Haftschicht zwischen Papier und Emulsion. Anschließend wird eine lichtempfindliche Schicht aufgebracht. Die lichtempfindliche Schicht besteht, wie in der klassischen Fotografie üblich, aus in Gelatine aufgeschlämmten (Fachbegriff: suspendierten) Silberhalogenidkörnchen, in der Hauptsache Silberbromid. Die lichtempfindliche Schicht wird, wie bei anderen fotografischen Materialien, auch als Emulsion bezeichnet, obwohl es sich tatsächlich um eine Suspension handelt. Zum Schutz vor mechanischer Verletzung wird zum Abschluss eine sehr dünne Gelatineschicht gegossen.

#### Aufbau am Beispiel von AGFA CLASSIC
Unterlage: Barytpapier papierstark ca. 185 g/m² ca. 150 µm dick; Barytpapier kartonstark ca. 283 g/m² ca. 258 µm dick.
Bei Barytpapieren befindet sich zwischen Unterlage und Emulsion eine Schicht aus Bariumsulfat (Baryt) um das Einsinken der Emulsion in den Papierfilz zu verhindern. Der Barytauftrag beträgt je nach Oberfläche 20 – 45 g/m².
Emulsion: Die lichtempfindliche Schicht enthält eine feinkörnige Chlorbromsilberemulsion. Silberauftrag: ca. 1,5 g/m²
Schutzschichten: Die beiden Schutzschichten schützen das Papier vor mechanischen Verletzungen.

#### Verarbeitung des Barytpapiers
Das Silberhalogenid des Fotopapiers ist nur für blaues und violettes Licht empfindlich, weswegen es bei rotem oder gelbgrünem Dunkelkammerlicht verarbeitet werden kann.

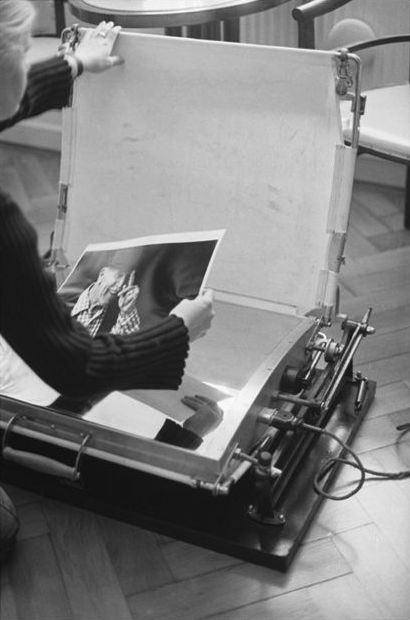
Trocknung einer Fotovergrößerung mithilfe einer Trockenpresse

Bei der Belichtung (d. h. der Projektion eines schwarzweißen Negativs mit weißem Licht auf die lichtempfindliche Oberfläche des Fotopapiers; Zeitdauer und Intensität sind dabei genau zu steuern, um eine korrekte Belichtung zu erzielen) in einem sogenannten Vergrößerer (Vertikalprojektion des Negativbildes auf die Arbeitsfläche mit dem Fotopapier; siehe Abbildung.) wird das Fotopapier belichtet. Danach wird es in diversen Chemikalien entwickelt und fixiert, dann gewässert und getrocknet. Zum Trocknen wird eine Trockenpresse (siehe Abbildung) verwendet. In Verbindung mit einer Hochglanzfolie und dem passenden Fotopapier (glänzend) können hochglänzende Abzüge erzeugt werden. Die Haltbarkeit dieser Abzüge ist die höchste aller bekannten Fotomaterialien, sie erreicht bei sachgerechter Lagerung 100 Jahre und mehr.
Der Nachteil der Barytpapiere ist ihr hoher Verarbeitungsaufwand. Insbesondere die Schlusswässerung muss regulär wenigstens 30 Minuten, bei Archivtauglichkeit 60 Minuten unter fließendem Wasser dauern, denn bei der vorhergehenden Entwicklung und Fixierung saugen sich die fotografische Schicht und das Trägerpapier mit Chemikalien voll, die mit der Schlusswässerung ausgeschwemmt werden müssen, ansonsten ist der Abzug nicht haltbar. Bei einem zusätzlichen Sodabad vor der Schlusswässerung kann diese auf 15 bis 20 Minuten verkürzt werden.
Barytpapiere werden deshalb heute meist nur noch für hochwertigere Foto-Ausarbeitungen und zu Liebhaberzwecken verwendet. Für Massenkopien haben sie an Bedeutung verloren.

### Platinotypie
Im Verlaufe der Entwicklung fotografischer Techniken wurden verschiedene lichtempfindliche Substanzen zur Bilderstellung genutzt. Eine davon ist die Platinotypie. Auf Basis der Substanz Kaliumtetrachloridoplatinat(II) (historisch: „Kaliumplatinchlorür“, „Platino-Kalium-cloratum“) und der Doppelverbindung eines Kalium-Eisenoxalat-Salzes wurden Fotopapiere in den Handel gebracht. Die Grau- und Schwarztöne entstehen im Entwicklungsprozess durch Ausscheidung von feinverteiltem metallischen Platin. Eine Variante des Entwicklungsprozesses lag in der Beimengung von Eisen(II)-oxalat als Entwicklersubstanz. Die Fixierung des latenten Bildes erfolgt in einem Bad niedrig konzentrierter (2 %) Salzsäure.

### PE-Papiere
Bei PE-Papieren (auch RC-Papiere genannt, aus dem Englischen resin coated) ist der Papierträger auf beiden Seiten mit einer Schicht aus dem Kunststoff Polyethylen (Abkürzung: PE) beschichtet. Die PE-Umhüllung verhindert das Eindringen von Chemikalien und Wasser in die Papierschicht, dadurch reduzieren sich die Verarbeitungszeiten erheblich, insbesondere bei der Schlusswässerung. Es genügen nur wenige Minuten bei fließendem Wasser. Die Trocknung kann an der Luft erfolgen, zum Beispiel auf einer Leine im Laufe von 1 bis 2 Stunden (je nach Raumtemperatur und Lüftung). Schneller geht es mit einem PE-Trockner, der dies mit Heißluft in wenigen Minuten erledigt.
PE-Abzüge sind maßhaltiger als Baryt-Abzüge. Ein Nachteil ist die geringere Haltbarkeit: Das Polyethylen überdauert unter idealen Bedingungen bis zu 80 Jahre, danach ist mit Sprödewerden und Ablösung zu rechnen.
Auch das Bildsilber (die Schwärzung eines echten Schwarzweißbildes besteht aus fein verteiltem nach dem Entwicklungsvorgang oxidiertem Silber) ist in PE-Abzügen weniger gut haltbar. Die Papierschicht in Barytpapierabzügen kann schädliche Substanzen, die auf das Bildsilber einwirken, es verändern oder zerstören können, zu einem gewissen Grad absorbieren und so von dem Bildsilber fernhalten.

### Weitere Sorten
- Albuminpapier
- Bromsilberpapier
- Chlorsilberpapier
- Fotoleinen

## Klassisches Fotopapier für farbige Bilder (Farbpapiere)

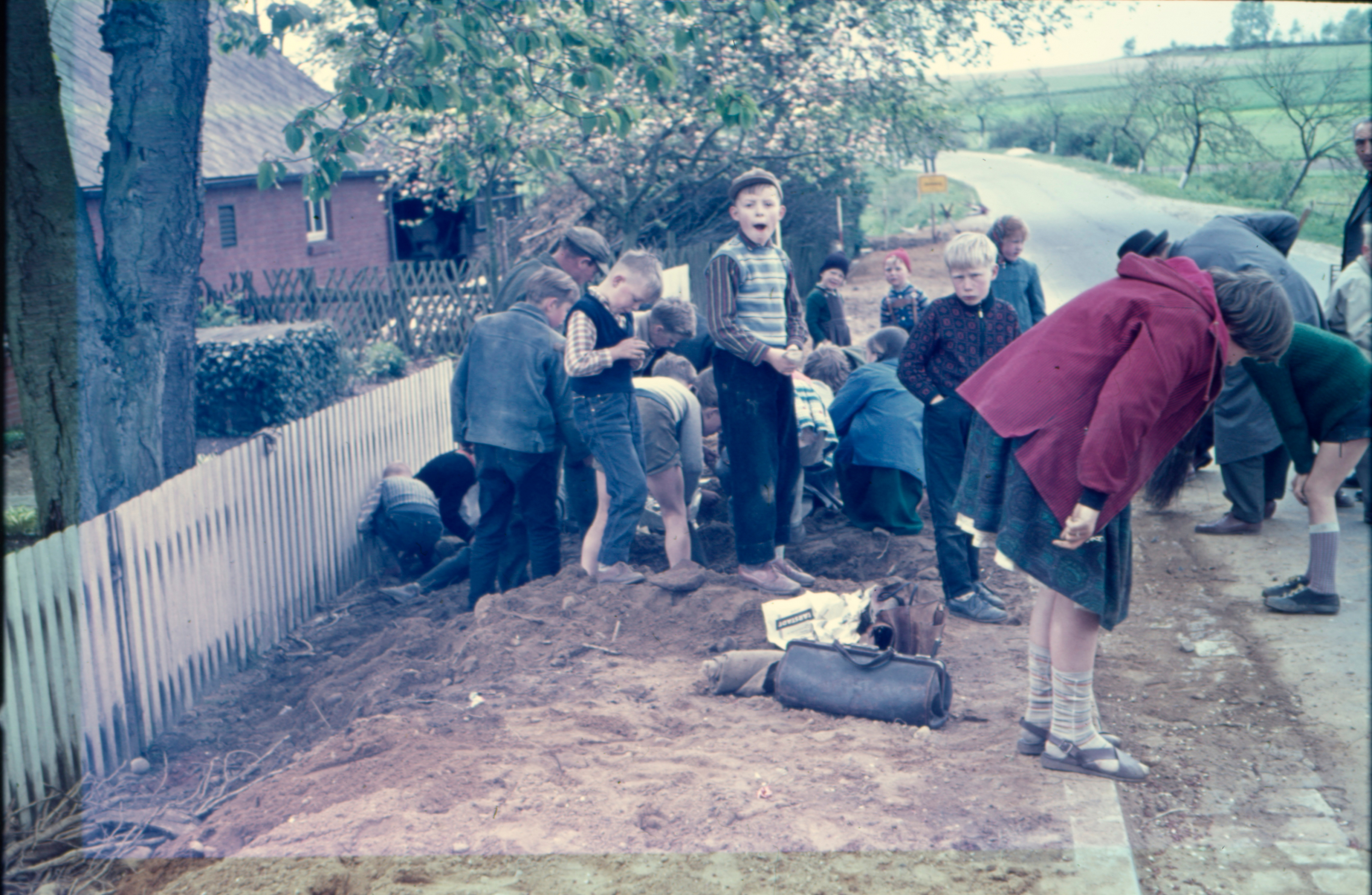
Papierabzug aus den 1960er Jahren mit großflächigem Lichtschaden

Farbpapiere unterscheiden sich von Schwarzweißpapieren durch die Art der lichtempfindlichen Schicht:
Um alle Farben möglichst naturgetreu wiederzugeben, ist (von oben nach unten) je eine blau-, grün- und rotempfindliche Schicht vorhanden. Bei der Verarbeitung entstehen in diesen Schichten Farbstoffe in der jeweiligen Komplementärfarbe, d. h. Gelb, Purpur (auch Magenta genannt) und Blaugrün (auch Cyan genannt).
Dementsprechend ist auch die Verarbeitung erheblich aufwändiger: Die einzelnen Verarbeitungsschritte müssen hinsichtlich Dauer und Verarbeitungstemperatur genau eingehalten werden, um Farbstiche zu vermeiden.
In der Farbfotografie haben PE-beschichtete Papiere die Baryt-Papiere fast völlig verdrängt.

### Farbnegativpapiere (Herstellung von Farbbildern von Farbnegativen)
Der weitaus größte Anteil von Farbbildern wird nach Farbnegativen hergestellt. Die Bildqualität ist zumeist deutlich besser als bei Farbbildern nach Dias, da Negative auf die anschließende Herstellung von Farbbildern besonders abgestimmt sind (weiche Gradation, Farbmaskierung zur Kompensation von Fehlabsorptionen der Schichtfarbstoffe).

### Farbpositivpapiere (Herstellung von Farbbildern von Farbdias)
Die Aufgabe von Farbpositivpapier ist, aus der sehr kontrastreichen Vorlage Farbdia ein brauchbares Aufsichtsbild zu erzeugen. Das ist schwieriger, als es zunächst den Anschein haben mag. Das Positivpapier muss sehr weich arbeiten, um die hohen Kontraste abzumildern, denn im Gegensatz zum Dia (etwa 1:1000) kann ein Foto nur einen erheblich geringeren Kontrastumfang (etwa 1:100) darstellen. Unter der Kontrastverflachung leidet auch die Sättigung der Farben. Trotzdem enthält das Farbbild oftmals ausgefressene Lichter und zulaufende Schwärzen.
Deshalb hielt in diesem Nischenbereich die Digitaltechnik früh Einzug: Schon seit den frühen 90er Jahren werden zur Herstellung von Farbbildern nach Dias zunächst die Dias digital gescannt, der Scan erfährt eine automatische Kontrastkorrektur, anschließend wird das korrigierte digitale Bild auf Farbnegativpapier ausbelichtet.
Einen erwähnenswerten Sonderfall unter den Farbpositivpapieren bildet das Ilfochrome-Papier (früher Cibachrome). Es arbeitet nach einem anderen physikochemischen Verfahren als alle anderen Farbfilme und -papiere, dieses Verfahren heißt Silberfarbbleichverfahren, dabei werden die Farbstoffe im Laufe des Prozesses je nach Belichtung mehr oder weniger stark ausgebleicht. Die dabei verwendeten Farbstoffe sind so genannte Azofarbstoffe, sie sind leuchtender und lichtechter als alle anderen Fotofarbstoffe.
Nachteilig an dem Verfahren ist die vergleichsweise geringe Lichtempfindlichkeit des Materials und der hohe Materialpreis der Abzüge (für Fotopapier plus Verarbeitungschemikalien, Geräte nicht gerechnet), weswegen es niemals auf dem Massenmarkt verwendet wurde.

## Oberflächenstruktur

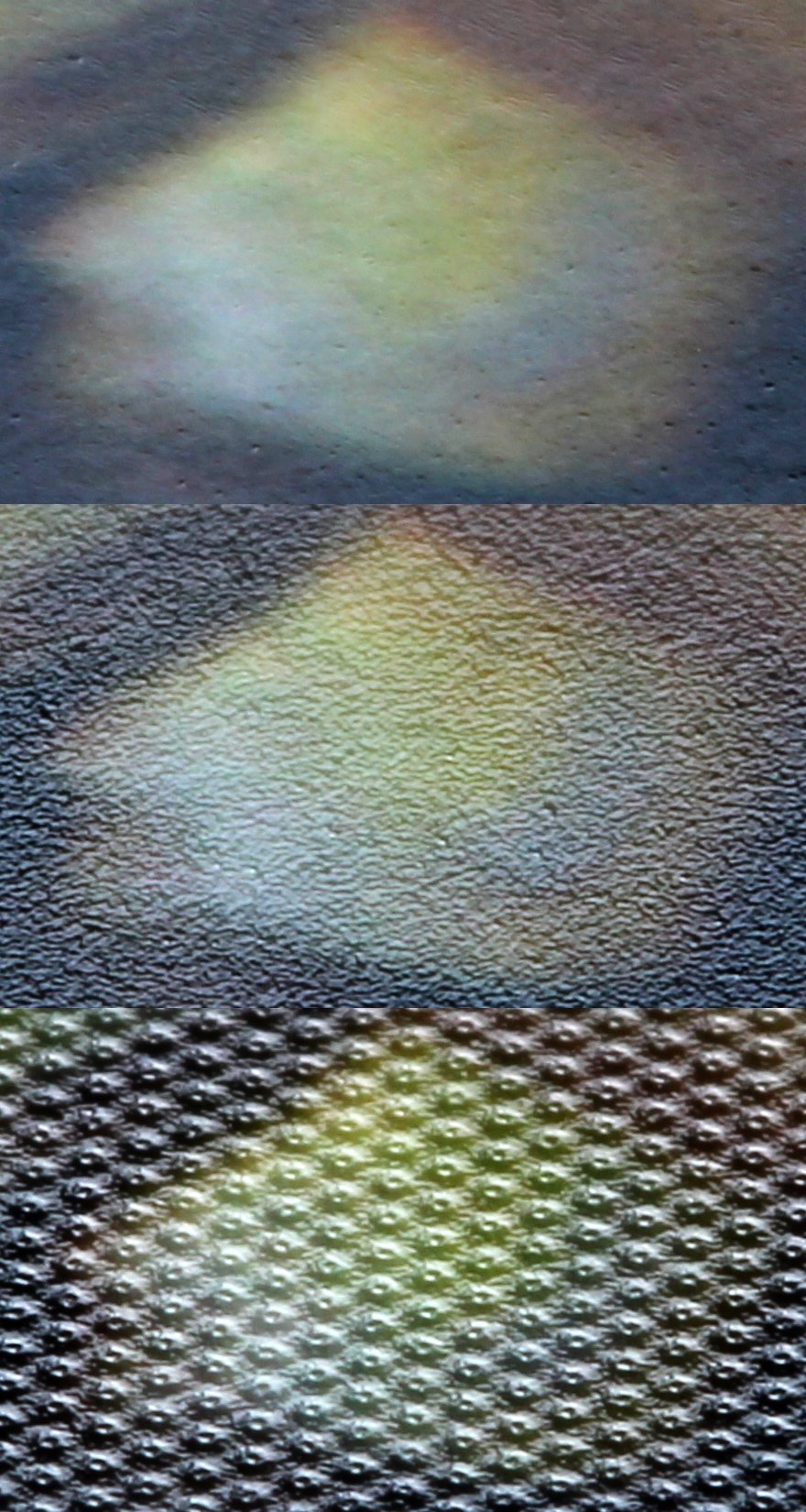
Die Oberflächen Glänzend, Matt und Seidenraster

Da die Gelatineschicht, die als Träger für die Farbpigmente dient, einen höheren Brechungsindex als Luft hat, treten an der Oberfläche unerwünschte Reflexionen des einfallenden Lichts auf. Es gibt verschiedene Möglichkeiten, mit diesen Reflexen umzugehen.

### Glänzend
Am weitesten verbreitet ist das glänzende Fotopapier und wird inzwischen von vielen Fotodienstleistern als einzige Option beim Ausbelichten von Fotos angeboten. Die Oberfläche ist im Wesentlichen glatt und die Reflexe sind scharf, ähnlich wie bei einer Folie oder einer Glasplatte.
Bei glänzenden Fotos werden die Farben strahlender und kontrastreicher empfunden als bei matten Fotos. Objektiv betrachtet beruht dieser Eindruck jedoch auf einer Illusion. Bei optimalen Lichtverhältnissen, beispielsweise eine Beleuchtung von der Seite bei frontaler Betrachtung des Bildes, lässt sich ein gleichwertiges mattes von einem glänzenden Foto mit dem Auge nicht unterscheiden. Betrachtet man ein glänzendes Foto bei dem scharfe Reflexe auftreten mit beiden Augen, ist das menschliche Gehirn dank des räumlichen Sehvermögens in der Lage, diese teilweise herauszufiltern, da sie sich in einer virtuellen Bildebene hinter dem Bild befinden. Der subjektive Kontrastumfang wiederum umfasst das Foto einschließlich der Störreflexe. Daher erscheint das Bild kontrastreicher als es tatsächlich ist.

### Matt
Bei mattem Fotopapier besteht die Oberfläche aus einem ungeordneten Relief. Dadurch wird die Reflexion über einen größeren Winkelbereich verteilt. Die Lichtreflexe sind diffus.
Wenn die Lichtquelle weit genug entfernt ist (ein Vielfaches der Bildgröße), wirken sich ungünstige Lichtverhältnisse nicht direkt in sichtbaren Reflexen aus, sondern in einer gleichmäßigen Reduzierung von Kontrast und Farbsättigung des gesamten Bildes, da weißes Licht addiert wird. Matte Fotos sehen also auch aus Blickrichtungen, aus denen glänzende Fotos bereits starke Reflexe zeigen, noch gut aus, wenngleich sie nicht mehr ihre volle Strahlkraft besitzen. Bei optimalen Lichtverhältnissen sind matte und glänzende Fotos gleichwertig.

### Seidenraster
Ebenfalls verwendet wird sogenanntes Silk- oder Seidenraster-Fotopapier mit einer hexagonal geordneten Oberflächenstruktur. Es erzeugt ebenfalls diffuse Reflexe und soll das Foto gegen Kopieren schützen. Der Preis für den Kopierschutz ist jedoch, dass die grobe Struktur auch mit dem Auge deutlich sichtbar ist.